# Lockheed AH-56 Cheyenne

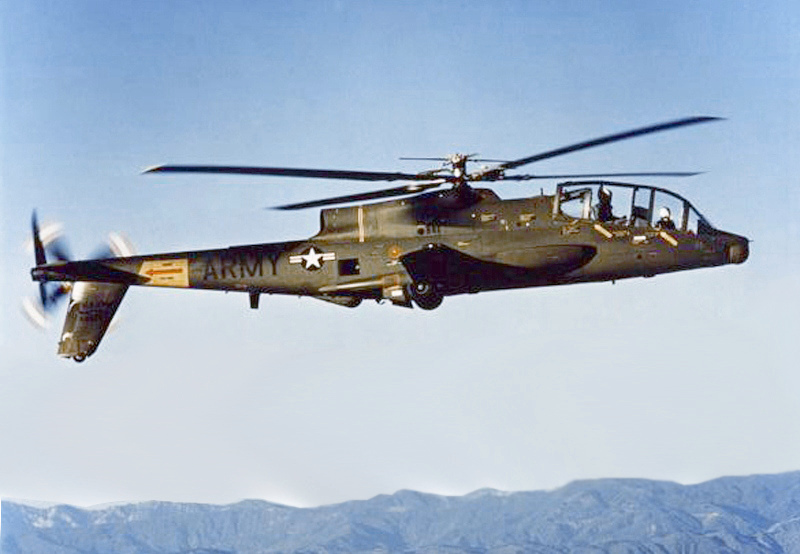
L'AH-56 Cheyenne durante un volo di test

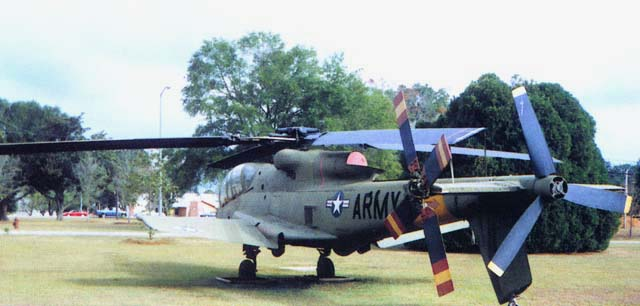
L'elica spingente in primo piano nella coda dell'AH-56 Cheyenne

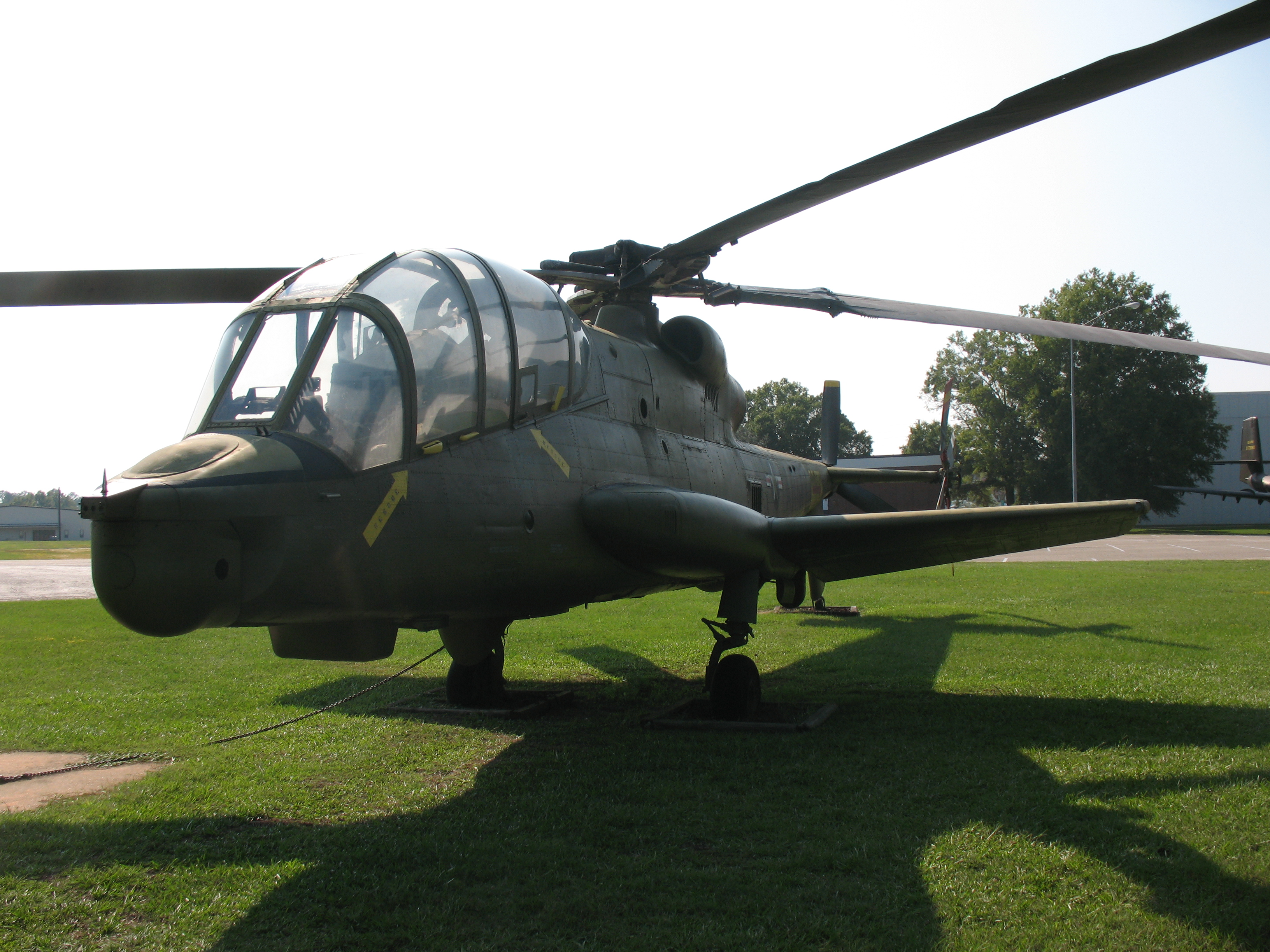
Vista frontale dell'AH-56 Cheyenne

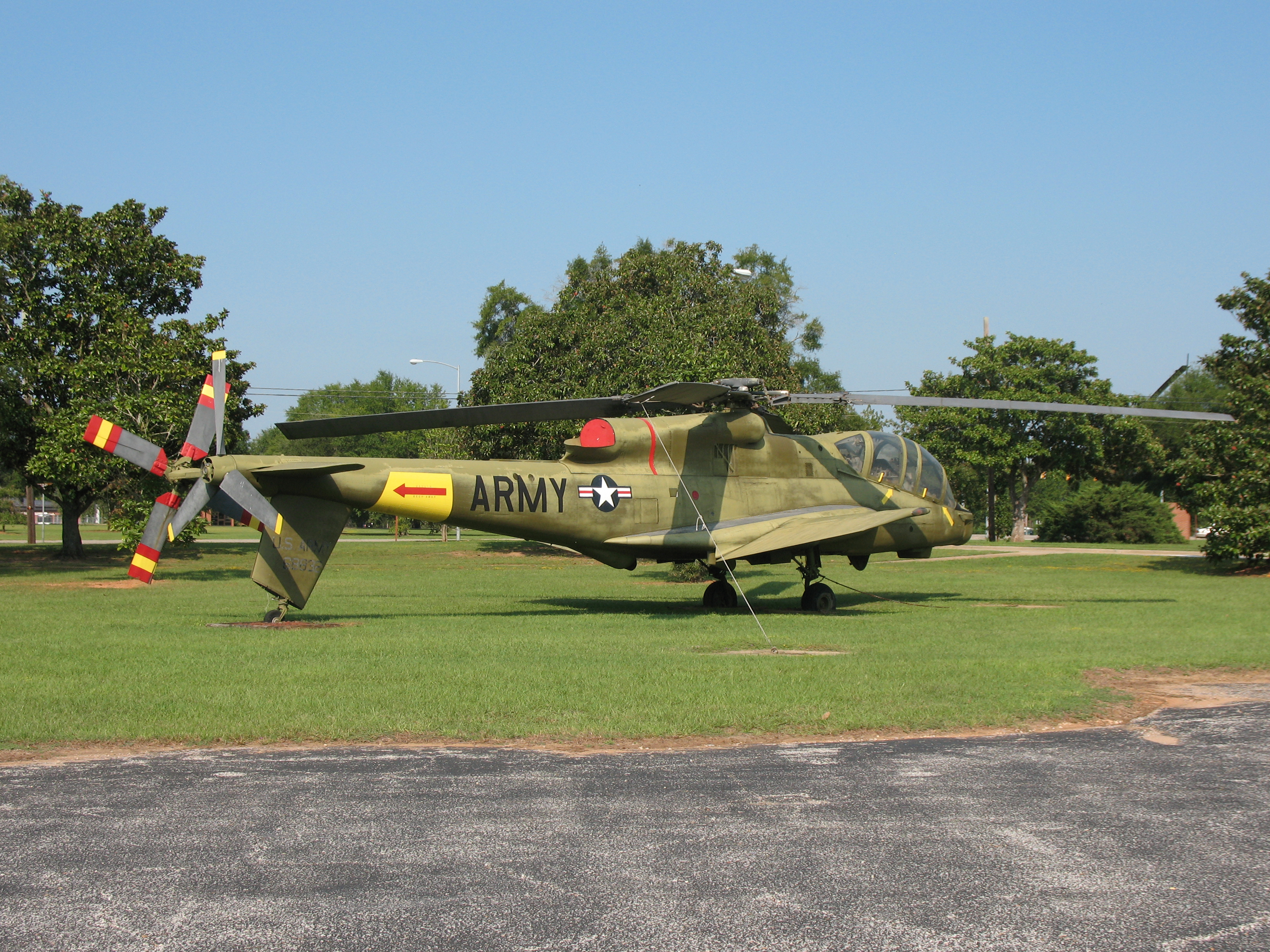
Vista posteriore destra dell'AH-56 Cheyenne

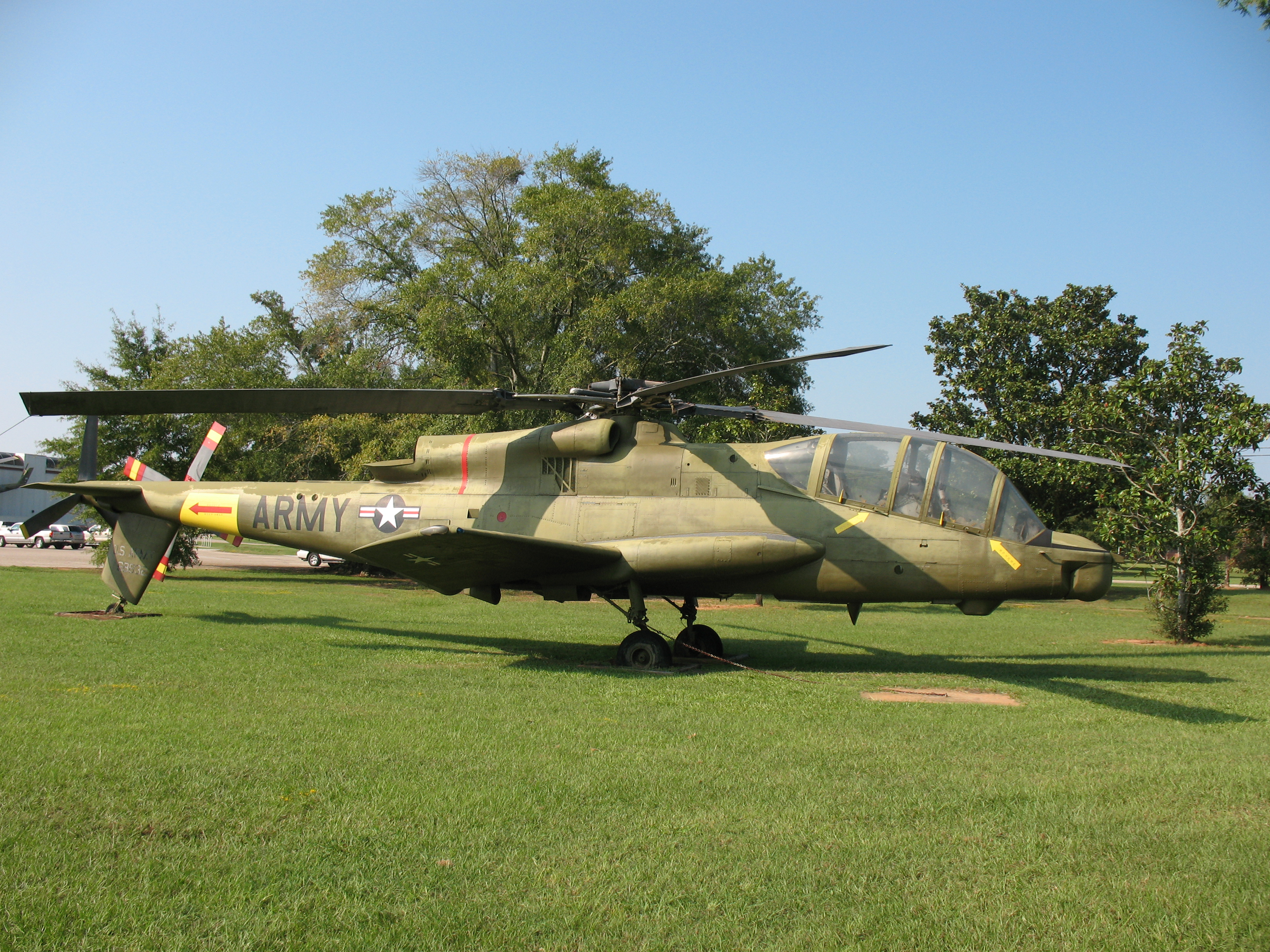
Vista laterale destra dell'AH-56 Cheyenne

Il Lockheed AH-56 Cheyenne era un elicoplano d'attacco, o con altri termini una girodina o elicottero composito, monomotore con rotore a pale rigide, realizzato dall'azienda statunitense Lockheed Corporation nella seconda parte degli anni sessanta.

## Storia del progetto
L'AH-56A era il progetto vincitore del programma Advanced Aerial Fire Support System indetto dall'U.S. Army del 1965 per la realizzazione di un elicottero da attacco tecnologicamente avanzato.
Il contratto venne stipulato con la Lockheed nel 1967 ma l'azienda non fu in grado di cominciare la produzione in serie che nel 1968, e successivamente il governo annullò il contratto nel 1969. Lo sviluppo venne comunque continuato nella speranza che l'esercito decidesse infine di richiedere una nuova fornitura. Una relazione congressuale del Senato risalente al 1972 che stanziava finanziamenti per lo sviluppo degli A-10 per l'USAF e degli Harrier per la U.S. Navy sancì la fine delle speranze della Lockheed e la definitiva chiusura del progetto da parte del Secretary of Army nell'agosto 1972.

### Sviluppo
Nella metà degli anni sessanta la U.S. Army ritenne che sarebbe stato necessario dotarsi di un elicottero “gunship”, costruito appositamente per quel ruolo, caratterizzato da una superiore velocità e potenza di fuoco. Si riteneva fosse necessario per contrastare la minaccia dovuta all'incremento dell'intensità di fuoco da terra da parte dei Viet Cong e le truppe NVA, i quali spesso ricorrevano ad armamenti pesanti come mitragliatrici dal grosso calibro e razzi anticarro. 
Sulla base di questa realizzazione, e con il crescente coinvolgimento in Vietnam, l'U.S. Army emanò delle specifiche per un elicottero d'attacco specializzato, l'"Advanced Aerial Fire Support System" (AAFSS). Il velivolo doveva essere in grado di mantenere una velocità di crociera di 195 kt e riuscire a raggiungere i 212 kt per brevi tratti, avrebbe dovuto riuscire a rimanere in hovering ad effetto suolo (OGE) a 6 000 ft (PA) e 95 °F (35 °C) ed inoltre avere una ottima capacità di carico utile finalizzata al trasporto di armamenti.
Nell'agosto 1964, l'U.S. Army emise il bando di concorso per la realizzazione dell'AAFSS e dopo aver valutato le varie proposte decise di selezionare come finaliste la Lockheed e la Sikorsky. Alla fine, nel novembre dello stesso anno, dichiararono vincitore il progetto Lockheed in base alla maggiore economicità di realizzazione, minori tempi di consegna e minor rischio tecnico . L'esercito emise la commessa il 17 dicembre 1965, dove era specificato, oltre alla quantità dei mezzi, la richiesta per apportare una serie di modifiche incluso l'inserimento di un pod dotato di missili aria-terra . Alla fine vennero richiesti 14 esemplari oltre a quelli proposti originariamente dalla Lockheed.
Nel marzo 1966 venne inoltre siglato un contratto di collaborazione tra l'azienda costruttrice e l'esercito finalizzato allo sviluppo congiunto del Cheyenne, quindi, nel corso dell'anno, vennero definiti le opzioni per la produzione aggiungendole al contratto originale. Nel gennaio 1967 l'U.S. Army ordinò 375 esemplari per la somma complessiva di US$ 31,4 milioni con un'opzione per una successiva fornitura una volta evasa la prima.
L'AH-56 continuava lo sviluppo di un rotore a pale rigide che precedentemente equipaggiava l'elicottero sperimentale Lockheed XH-51. Le sperimentazioni pratiche iniziarono con il volo inaugurale risalente al 21 settembre 1967 continuate fino all'incidente del 12 marzo 1969 quando, a causa del malfunzionamento su uno dei prototipi, il rotore venne in contatto con la cabina di pilotaggio uccidendo chi vi era ai comandi. Nel frattempo l'ordine dei 375 esemplari approvato nel 1968 venne annullato a causa dei tagli di bilancio nel settore difesa. La Lockheed continuò a sviluppare il progetto in proprio nella speranza della disponibilità di nuovi fondi governativi ma la destinazione di questi ultimi ad altri progetti fece interrompere all'azienda ogni ulteriore sforzo nel 1972, dopo aver realizzato solo dieci esemplari, uno dei quali distrutto durante le prove effettuate nella galleria del vento.

### Dopo la cancellazione
Lo sviluppo delle nuove tecnologie necessarie alla realizzazione del Cheyenne ebbero come conseguenza l'innalzamento dei costi ed il superamento dei tempi previsti per la produzione. Questo, unito alle esperienze negative della partecipazione statunitense alla guerra del Vietnam, ad un aggiornamento delle specifiche richieste dall'U.S. Army e alle pressioni esercitate dall'USAF per cercare di promuovere l'A-10, ha portato alla scomparsa del progetto Cheyenne in favore dello Hughes AH-64 Apache e la produzione di Bell AH-1 Cobra, un elicottero di successo nelle vicende belliche nel Vietnam, che sarebbe stato assegnato all'U.S. Marine Corps oltre il 2000. 

## Descrizione tecnica
L'AH-56A era un elicoplano monomotore con rotore a pale rigide integrato posteriormente da un rotore anticoppia posizionato sul piano orizzontale sinistro della trave di coda e da un'elica in configurazione propulsiva posta all'apice di quest'ultima. Il corpo centrale era stretto e filante integrato dalla cabina biposto in tandem completamente chiusa, con il posto di pilotaggio posizionato posteriormente e quello riservato al copilota e mitragliere in posizione anteriore, caratterizzata dall'ampia finestratura. Lateralmente era dotato di piccole ali basse che contribuivano, seppur in misura minore, a fornire portanza. Il carrello d'atterraggio, la cui funzione era essenzialmente quella di mantenere l'AH-56 in posizione orizzontale quando era a terra, era triciclo posteriore semiretrattile, dotato anteriormente di ruote di grande diametro integrate in sponson ai lati del corpo centrale e posteriormente da un ruotino di coda integrato nella deriva di coda che si allungava verso terra. L'armamento consisteva in un cannone da 30 mm posizionato in una torretta ventrale integrato da una mitragliatrice da 7,62 mm o un lanciagranate da 40 mm installati in una torretta nel muso. Poteva anche essere equipaggiato con dei 2.75 inch rockets e missili BGM-71 TOW. Era stato concepito per raggiungere i 212 kt (393 km/h) in modo da essere impiegato come scorta armata agli elicotteri da trasporto della U.S. Army.

## Cultura di massa
- In ambito videoludico, l'AH-56 compare nel videogioco Metal Gear Solid: Peace Walker[7]

## Elicotteri comparabili
Stati Uniti
- Bell AH-1 Cobra
- Hughes AH-64 Apache
- Sikorsky S-67
- Piasecki 16H
- Piasecki X-49